# Corvus (cognom romà)
Corvus (llatí: Corvus) fou un cognomen romà conegut dins la gens Aquíl·lia i la gens Valèria. En aquesta darrera, va generar un derivat Corví (llatí: Corvinus) en els descendents de Marc Valeri Corvus.
Alguns personatges rellevants amb aquest nom van ser:
- Luci Aquil·li Corvus, tribú amb potestat consolar l'any 388 aC.[3]
- Marc Valeri Corvus, magistrat romà.